# Олус
Олус (греч. Ὄλους или Ὄλουλις) — древний затонувший город на Крите. Располагался на месте деревни Элунда.

## История
История города известна главным образом по надписям и монетами, датированными периодом между 330—280 гг. до н. э. В 260 г. до н. э. город стал частью Кносса. В 201 г. до н. э. Олус вошел в союз с Родосом, но позже город попал под господство Лато.
В городе был храм Бритомартиды, в котором находилась деревянная статуя, вырезанная Дедалом. Она изображалась на монетах города.
Археологи обнаружили древние тексты, где описывались связи города с Кноссом и с островом Родос.
Найденное в районе Олуса письмо (находится в Лувре) содержит текст соглашения Олуса с другими городами Крита. Там же говорится, что существовал храм Асклепия. Другие надписи (датированные III веком до н. э.) свидетельствуют об установлении дружественных отношений между Олусом и Лато, а также о существовании главного храма города — Афродиты и Ареса. Храм Афродиты и Ареса в Олусе представлял собой геометрическое капище. Артефакты, найденные в окрестностях храма, ныне хранятся в Археологическом музее города Айос-Николаос. В другом указе от 134 г. до н. э. Кносс определяется третейским судьей в спорах между Олус и Лато.
В ходе раскопок 1960 года греческий историк Анастасиос Орландос открыл раннехристианскую базилику V века. В одном из её проходов сохранилась мозаичный пол, на котором кроме орнамента указаны имена тех, кто помог возведению храма. Также Орландос обнаружил текст указа между Олусом и Родосом. Он оказался одним из утраченных фрагментов записи, что была найдена Анри ван Еффентерре в 1937 году в апсиде базилики. Этот текст написан на дорическом диалекте.
Олус был независимым городом, который чеканил собственные монеты. Большинство из них содержит изображения Артемиды Бритомартиды и Зевса с орлом или дельфином, или восемь лучей звезды и слова OLOUNTION, что означает Олус. Исследователь древнегреческих древностей Своронос обнаружил одиннадцать различных типов монет.
Свою независимость город сохранял и в венецианский период. Согласно официальным бумагам венецианской власти, Олус был одним из городов Крита, где было разрешено поселение иностранцев.
Учёные считают, что город погрузился под воду вследствие локального сдвига, который не был частью смещения Восточного Крита.
После землетрясения (II век н. э.) практически весь город ушёл по воду. В настоящее время на полуострове Спиналонга можно увидеть раннехристианскую базилику и старинные ветряные мельницы. Со стороны отмели у канала, к северу от дамбы, можно увидеть фрагмент напольной мозаики.